# Lautrach
Lautrach – miejscowość i gmina w Niemczech, w kraju związkowym Bawaria, w rejencji Szwabia, w regionie Donau-Iller, w powiecie Unterallgäu, wchodzi w skład wspólnoty administracyjnej Illerwinkel. Leży w Szwabii, około 32 km na południowy zachód od Mindelheimu, nad rzeką Iller, przy granicy z Badenią-Wirtembergią.

## Dzielnice
W skład gminy wchodzą następujące dzielnice:
Lautrach, Dilpersried, Neuwelt, Schnall, Schrofen i  Wigelis

## Demografia
| Rok  | Liczba mieszk. |
| ---- | -------------- |
| 1970 | 996            |
| 1987 | 1 085          |
| 2000 | 1 151          |

## Polityka
Wójtem gminy jest Arthur Dorn, rada gminy składa się z 12 osób.
|      | CSU/UWG | Freie Wählervereinigung | Razem |
| 2008 | 7       | 5                       | 12    |
| 2002 | 12      | -                       | 12    |

## Oświata
W gminie znajduje się przedszkole (100 miejsc i 94 dzieci).